# Aport
Aport ist eine Sorte des Kulturapfels (Malus domestica), die 1865 zufällig in der Nähe der damaligen Stadt Alma-Ata (von kasachisch алма/alma („Apfel“) und ата/ata („Großvater“), des späteren Almaty) als Zufallssämling entstand. Durch systematische Kreuzung, unter anderem mit dem asiatischen Wildapfel (Malus sieversii), wurde die Sorte verbessert. Sie wird vor allem in Gebirgsregionen (Nordkaukasus, Transili-Alatau) mit kalten kurzen Wintern und heißen Sommern angebaut.

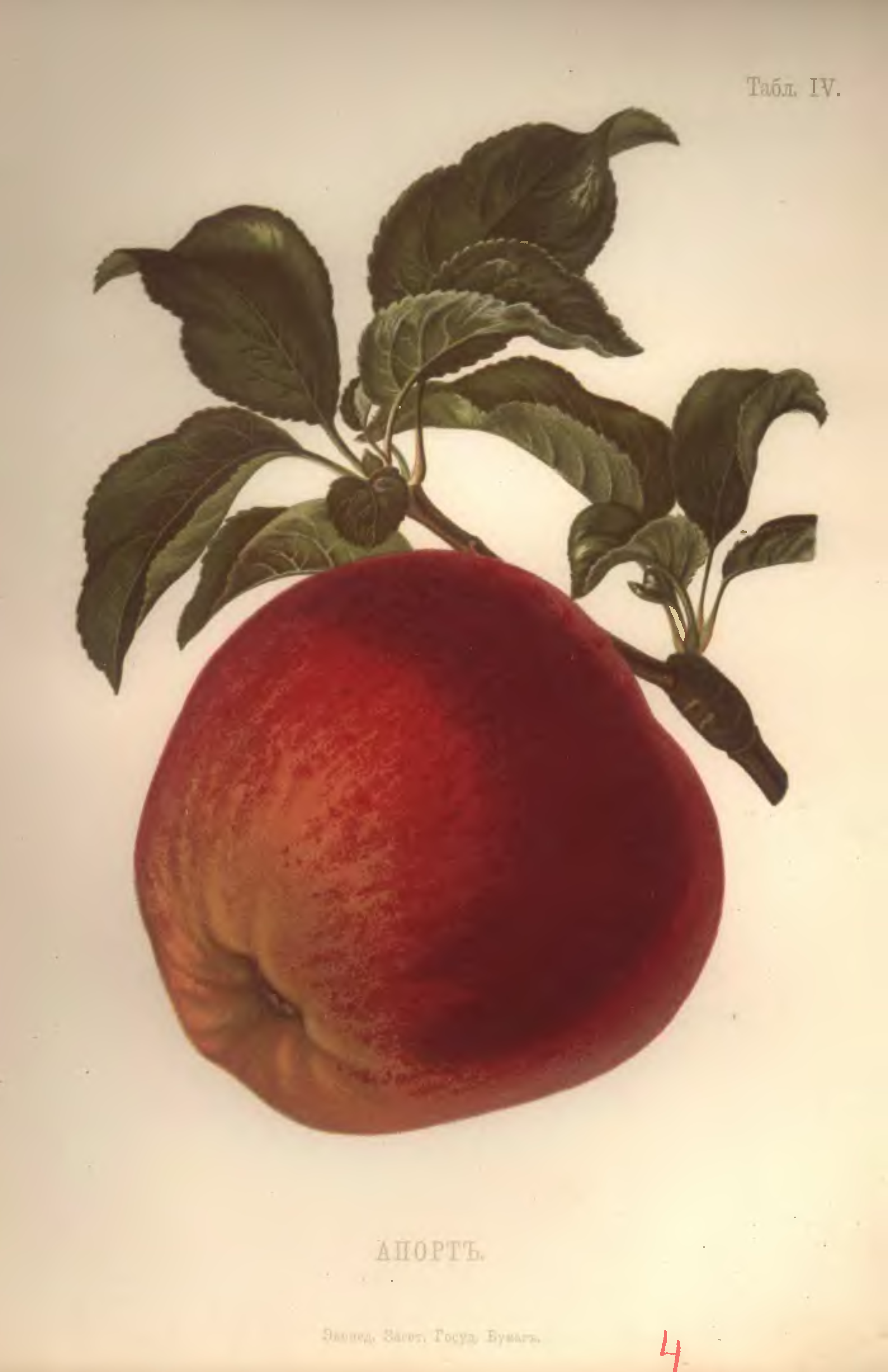
Zeichnung von Adam Hrebnicki

In Kasachstan wird Aport in einer Höhenlage von 950 bis 1200 m angebaut.